# NGC 6354
NGC 6354 is een groep van 4 sterren in het sterrenbeeld Schorpioen. Het hemelobject werd in 1884 ontdekt door de Amerikaanse astronoom Edward Emerson Barnard. Gezien het feit dat dit groepje uit slechts 4 sterren bestaat, kan het gerangschikt worden in de lijst van de telescopische asterismen.

## Synoniemen
- ESO 333-**8